# Josep Domènec de Miquel i Bassols
Josep Domènec de Miquel i Bassols   (Ceret, 10 de juny de 1839 - Espanya, 1917) fou un noble, advocat, polític i auditor jurídico-militar català.

## Biografia
Va néixer a Ceret (Vallespir) el 10 de juny de 1839. Era fill de Josep María de Miquel i Mestanza i d'Isabel de Bassols i de Foxà, una família carlina que es va haver d'exiliar a causa de la primera guerra civil.
Pertanyia a una de les famílies més il·lustres de Catalunya. Els seus oncles i el seu avi patern, Felip Ignasi de Miquel i de Blondel, marquès de Blondel de l'Estany de Bellcaire, van servir el rei Carles IV en els antics regiments de la Guàrdia valona, en les accions de guerra sobre la plaça de Gibraltar, i en la conquesta del Rosselló. Per part de la seva mare, el seu avi matern, Jaume de Bassols i de Maranyosa, va militar en un dels regiments d'hússars en la guerra de la Independència Espanyola i fou nomenat pel rei Ferran VII comandant del batalló de voluntaris reialistes de Barcelona, del qual va ser ajudant el seu pare, Josep María de Miquel. Els seus oncles Joaquim i Lluís Bassols i de Maranyosa van ser generals de l'Exèrcit liberal.
Nascut a l'emigració, els seus pares el van educar en els principis de la causa carlina. Des dels seus primers anys va sostindre caloroses polèmiques fins i tot a les càtedres, on no era obstacle el trobar-se aïllat en la seva manera de pensar enmig de tots els seus companys. Segons l'obra La Bandera Carlista en 1871, quan es trobava emigrat a Ceret, una vegada va prestar auxili en un incendi i va salvar una vella i dues nenes d'enmig de les flames. En la mateixa localitat va haver de defensar la seva vida d'una torba que, destral en mà, el va assaltar per considerar que simpatitzava amb la causa legitimista francesa del comte de Chambord. També va proporcionar atencions i ajuts econòmics a altres emigrats espanyols. Després de tornar a Espanya, el seu pare va ser diputat provincial per Vilafranca del Penedès diferents vegades.
Domènec de Miquel va ser advocat i propietari. Va fer tots els seus estudis a la Universitat de Barcelona, cursant a la de Madrid les assignatures del doctorat. Arran de la Revolució de 1868, es presentà à oferir els seus respectes i adhesió al pretendent Carles de Borbó i Àustia-Este, qui el va nomenar el seu subcomissari regi a Barcelona. En la premsa francesa continuà escrivint articles defensant els principis catòlics.
En les eleccions generals constituents de 1869 va ser presentat per la circumscripció de Manresa, obtenint un considerable nombre de vots. Va organitzar l'Ateneu catòlico-monàrquic de Barcelona i en va ser nomenat vicepresident l'any 1870. El seu manifest, curt i concís, proclamava en primer terme la unitat religiosa, l'amor als furs, l'odi a l'estranger i la seva sincera lleialtat a la causa de la legitimitat, personificada en el príncep Don Carles.
En les eleccions generals espanyoles de 1871 es presentà com a candidat pel districte d'Olot i va ser proclamat diputat amb 3.200 vots, derrotant el secretari del govern civil de la província de Girona i el republicà Josep Toribio Atmeller, el qual només va obtenir 400 vots. A Madrid freqüentà els principals salons i destacà pel seu caràcter apassionat i la seva predisposició a l'exaltació i la polèmica.

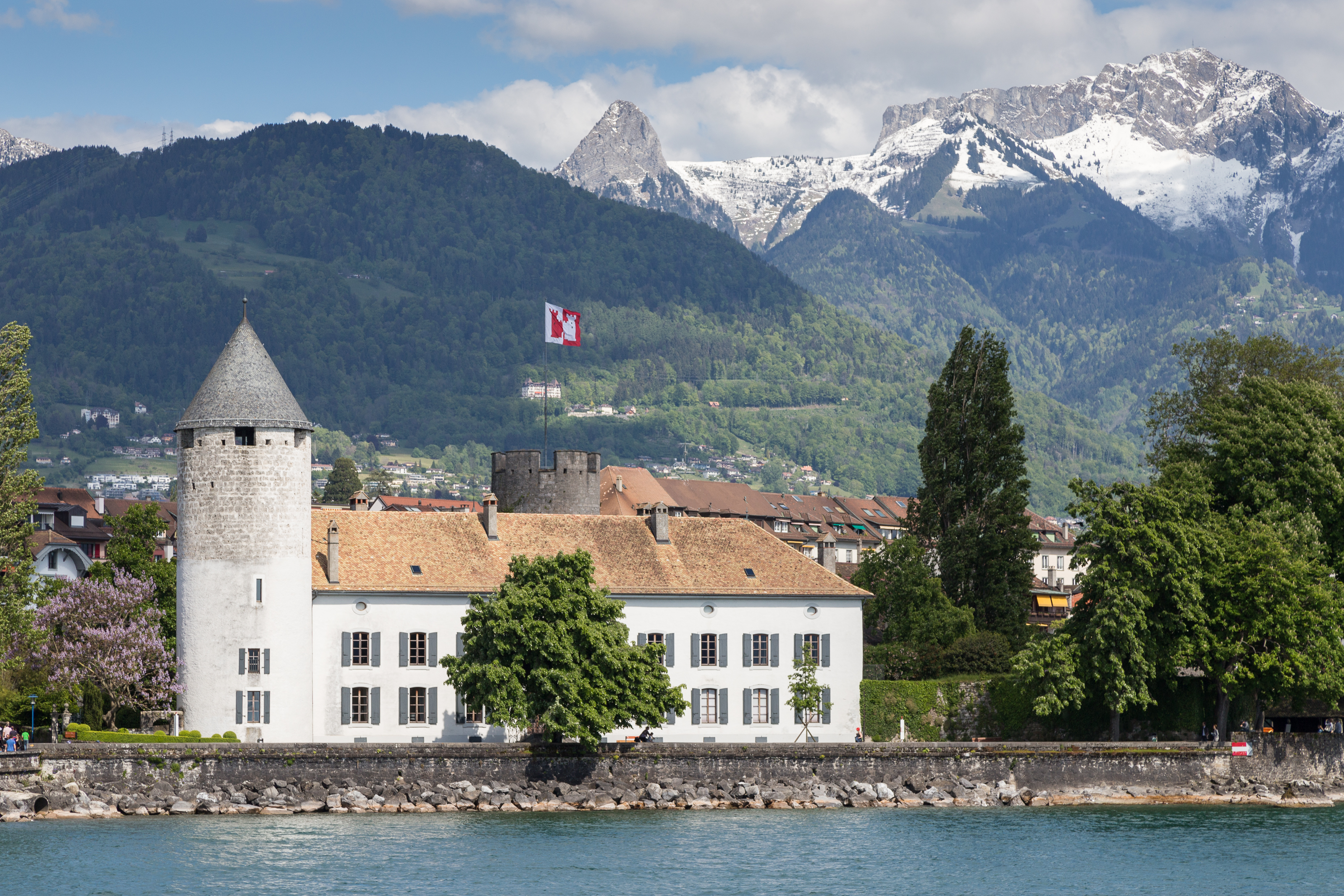
Palau de La Tour-de-Peilz on es va produir la Junta de Vevey.

Entre els articles que va escriure a la premsa, en van destacar dos que va publicar a El Norte de Gerona, titulat l'un «Atrás el extranjero» i l'altre «1808 y 1871», en què exposava la semblança entre l'època del Sexenni Revolucionari i la de la invasió francesa. Va escriure també diversos articles polítics en el periòdic francès Gazette de Languedoc.
El 18 d'abril de 1870 va participar, com a representant de la junta carlina de Barcelona, en la junta extraordinaria convocada per Don Carles a La Tour-de-Peilz (coneguda com la Junta de Vevey), on es van reunir les principals personalitats del partit carlista.
De retorn de Suïssa va pronunciar un discurs de propaganda al Casino d'Olot davant d'una concurrència molt nombrosa, la qual li va aplaudir molt. A conseqüència d'això, la partida de la Porra dels progressistes apunyalà un íntim amic seu i soci del Casino carlista. La casa paterna de Miquel també va ser assaltada una nit per la Guàrdia Civil, buscant-hi un dipòsit d'armes, que no van trobar. Durant el Sexenni, Domènec de Miquel va ser amenaçat de mort en diverses ocasions, i va haver de sortir més d'un cop de casa armat amb els seus servidors. L'any 1871 residia al castell d'Aguilera.
Posteriorment participà en la tercera guerra carlina. A causa d'uns afusellaments de carlins a Camprodon el febrer de 1874 per oficials de l'Exèrcit de Don Carles —en els quals Francesc Savalls va negar haver-hi tingut res a veure—, li va ser encomenada a Domènec de Miquel la instrucció sumària dels fets, per la qual cosa va sortir de la cort de Don Carles a Estella cap a Catalunya, però segons Antonio Pirala la instrucció mai es va arribar a produir.
Després de ser proclamat Alfons XII com a rei d'Espanya, l'any 1875 Miquel s'adherí al grup de Ramon Cabrera i va reconèixer Don Alfons com a rei, separant-se del carlisme. El 7 d'abril d'aquell any va dirigir des de Perpinyà un manifest als seus antics electors explicants les raons de la seva decisió i demanant el fi de la guerra.

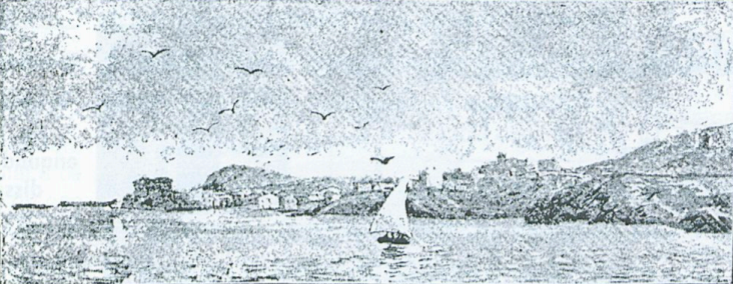
Dibuix de L'Escala fet per Domingo de Miquel a mitjans del.

El 7 de març de 1880 va ingressar en el Cos Jurídic de l'Armada i a l'agost de 1896 era ja auditor amb la categoria de coronel, figurant en l'escala de la seva classe amb el número 2. L'any 1901 el Ministeri de Marina va disposar el seu pas a l'escala de reserva, amb l'empleo de general.
Morí l'any 1917. El 1893 havia heretat del seu oncle Felip de Miquel el títol de baró de Púbol. Es va casar amb la francesa Marie Marguerite Santol i els seus fills Lluís i Carles de Miquel i Santol el van succeir en el títol de baró de Púbol i en la propietat de la Casa Gran de L'Escala. El seu germà, Lluís Josep Miquel i Bassols, va rebre l'any 1915 d'Alfons XIII els drets a la successió del títol de marquès de Blondel de l'Estany de Bellcaire.